# فابیو روچمباک
فابیو روچمباک بازیکن فوتبال اهل برزیل است .